# Gejmåns kraftstation
Gejmåns kraftstation är belägen i Gejmån, ett källflöde till Umeälven inom Tärnafjällen i Storumans kommun. Gejmån, som avvattnar sjöarna Arevattnet, Ropen, Abelvattnet och Bleriken, mynnar i sjön Stora-Björkvattnet. Kraftverket utnyttjar de 250 meters fallhöjd som finns mellan Bleriken och övre Björkvattnet i en ensam francisturbin. Arbetet med Gejmåns kraftstation påbörjades sommaren 1966 och stationen togs i drift november 1969.

## Konstruktion
Sjön Bleriken dämms upp av en 400 meter lång stenfyllnadsdamm med tätkärna av morän, som är till större delen grundlagd på berg. I dammen finns ett bottenutskov med en uppåtgående segmentlucka, den maximala avbördningen från utskovet är 140 m³/s. Från intaget vid dammens södra ände leder en 5 880 meter lång tilloppstunnel ner till maskinstationen. Tunneln är utsprängd i berget med en tvärsnittsarea på 28 m², de sista 50 metrarna närmast turbinspiralen övergår tunneln till en betonginklädd tub. Turbinen är en enhjulig Francisturbin med vertikal axel och spiralhus av stål. Den har en löphjulsdiameter på 1 650 mm och roterar med 500 varv per minut. Turbinen driver en 12-polig generator på samma axel. Vattnet leds från stationen i en 1040 meter lång utsprängd avloppstunnel.